# Semaeopus calavera
Semaeopus calavera är en fjärilsart som beskrevs av Paul Dognin 1897. Semaeopus calavera ingår i släktet Semaeopus och familjen mätare. Inga underarter finns listade i Catalogue of Life.